# Torino Calcio 1993-1994
Questa voce raccoglie le informazioni riguardanti il Torino Calcio nelle competizioni ufficiali della stagione 1993-1994.

## Divise e sponsor
Nel 1993-1994, il Torino ebbe come sponsor tecnico Lotto, mentre lo sponsor principale fu Beretta.
| Casa |

## Organigramma societario
- Presidente:[3][4]
  - Gianmarco Calleri
  - Roberto Goveani
(fino al 10/04/1994)
- Amministratore delegato:
  - Giacomo Randazzo

- Direttore sportivo:
  - Renato Zaccarelli
- Team manager:
  - Raoul Pinacci
- Allenatore:
  - Emiliano Mondonico

## Rosa
| N. |                    | Ruolo | Calciatore          |
| -- | ------------------ | ----- | ------------------- |
|    | Italia (bandiera)  | P     | Domenico Doardo     |
|    | Italia (bandiera)  | P     | Giovanni Galli      |
|    | Italia (bandiera)  | P     | Luca Pastine        |
|    | Italia (bandiera)  | D     | Enrico Annoni       |
|    | Italia (bandiera)  | D     | Flavio Chiti        |
|    | Italia (bandiera)  | D     | Daniele Delli Carri |
|    | Italia (bandiera)  | D     | Giulio Falcone      |
|    | Italia (bandiera)  | D     | Riccardo Fimognari  |
|    | Italia (bandiera)  | D     | Giuseppe Geraldi    |
|    | Italia (bandiera)  | D     | Angelo Gregucci     |
|    | Croazia (bandiera) | D     | Robert Jarni        |
|    | Italia (bandiera)  | D     | Moreno Longo        |
|    | Italia (bandiera)  | D     | Roberto Mussi       |
|    | Italia (bandiera)  | D     | Raffaele Sergio     |
|    | Italia (bandiera)  | D     | Andrea Sottil       |
|    | Italia (bandiera)  | D     | Pietro Sportillo    |

| N. |                    | Ruolo | Calciatore           |
| -- | ------------------ | ----- | -------------------- |
|    | Italia (bandiera)  | C     | Paolo Agostini       |
|    | Italia (bandiera)  | C     | Sandro Cois          |
|    | Italia (bandiera)  | C     | Daniele Fortunato    |
|    | Italia (bandiera)  | C     | Luca Fusi (capitano) |
|    | Italia (bandiera)  | C     | Marco Osio           |
|    | Uruguay (bandiera) | C     | Marcelo Saralegui    |
|    | Italia (bandiera)  | C     | Marco Sesia          |
|    | Italia (bandiera)  | C     | Marco Sinigaglia     |
|    | Italia (bandiera)  | C     | Gianluca Sordo       |
|    | Italia (bandiera)  | C     | Giorgio Venturin     |
|    | Uruguay (bandiera) | A     | Carlos Aguilera      |
|    | Italia (bandiera)  | A     | Alberto Bernardi     |
|    | Italia (bandiera)  | A     | Benito Carbone       |
|    | Uruguay (bandiera) | A     | Enzo Francescoli     |
|    | Italia (bandiera)  | A     | Paolo Poggi          |
|    | Italia (bandiera)  | A     | Andrea Silenzi       |

## Calciomercato

### Sessione estiva
| Acquisti | Acquisti            | Acquisti         | Acquisti      |
| R.       | Nome                | da               | Modalità      |
| -------- | ------------------- | ---------------- | ------------- |
| P        | Giovanni Galli      | Napoli           | definitivo    |
| P        | Luca Pastine        | Casertana        | fine prestito |
| D        | Daniele Delli Carri | Lucchese         | fine prestito |
| D        | Riccardo Fimognari  | Pisa             | definitivo    |
| D        | Angelo Gregucci     | Lazio            | definitivo    |
| D        | Robert Jarni        | Bari             | definitivo    |
| C        | Marco Osio          | Parma            | definitivo    |
| C        | Marco Sesia         | Nizza Millefonti | definitivo    |
| C        | Marco Sinigaglia    | Monza            | fine prestito |
| A        | Benito Carbone      | Ascoli           | fine prestito |
| A        | Enzo Francescoli    | Cagliari         | definitivo    |
| A        | Christian Vieri     | Pisa             | fine prestito |

| Cessioni | Cessioni             | Cessioni   | Cessioni    |
| R.       | Nome                 | a          | Modalità    |
| -------- | -------------------- | ---------- | ----------- |
| P        | Raffaele Di Fusco    | Napoli     | definitivo  |
| P        | Luca Marchegiani     | Lazio      | definitivo  |
| D        | Antonio Aloisi       | Cagliari   | definitivo  |
| D        | Pasquale Bruno       | Fiorentina | definitivo  |
| C        | Alessandro Colasante | Avezzano   | definitivo  |
| C        | Ivano Della Morte    | Monza      | prestito    |
| C        | Marcelo Saralegui    | Nacional   | definitivo  |
| C        | Vincenzo Scifo       | Monaco     | definitivo  |
| C        | Alvise Zago          | Bologna    | prestito    |
| A        | Carlos Aguilera      |            | rescissione |
| A        | Walter Casagrande    | Flamengo   | definitivo  |
| A        | Christian Vieri      | Ravenna    | prestito    |

## Risultati

### Serie A

#### Girone di andata
| Arbitro: | Cardona (Milano) |

|  |           |                                   |
|  | Marcatori | 24’ Carbone 64’ Silenzi 86’ Poggi |

| Arbitro: | Boggi (Salerno) |

|                            |           |          |
| Venturin 23’ Fortunato 32’ | Marcatori | 79’ Ganz |

| Napoli 8 settembre 1993, ore 20:30 UTC+2 3ª giornata | Napoli         | 0 – 0 referto | Torino | Stadio San Paolo (20.502 spett.)\| Arbitro: \| Luci (Firenze) \| |
| Arbitro:                                             | Luci (Firenze) |               |        |                                                                  |

| Arbitro: | Dinelli (Lucca) |

|             |           |  |
| Silenzi 50’ | Marcatori |  |

| Arbitro: | Beschin (Legnago) |

|                        |           |  |
| Asprilla 58’, 91’, 67’ | Marcatori |  |

| Arbitro: | Cinciripini (Ascoli Piceno) |

|                  |           |  |
| Silenzi 52’, 83’ | Marcatori |  |

| Arbitro: | Cesari (Genova) |

|                                |           |                          |
| Conte 9’ Möller 31’ Kohler 79’ | Marcatori | 13’ Fortunato 38’ Sergio |

| Milano 17 ottobre 1993, ore 20:30 UTC+1 8ª giornata | Inter               | 0 – 0 referto | Torino | Stadio Giuseppe Meazza (49.729 spett.)\| Arbitro: \| Amendolia (Messina) \| |
| Arbitro:                                            | Amendolia (Messina) |               |        |                                                                             |

| Arbitro: | Bazzoli (Merano) |

|                       |           |                                          |
| Silenzi 40’ Poggi 93’ | Marcatori | 48’ Sacchetti 54’ Gullit 65’ (aut.) Cois |

| Arbitro: | Cinciripini (Ascoli Piceno) |

|                              |           |             |
| Cappioli 23’ Dely Valdés 72’ | Marcatori | 35’ Silenzi |

| Arbitro: | Beschin (Legnago) |

|                  |           |  |
| Silenzi 33’, 45’ | Marcatori |  |

| Arbitro: | Collina (Viareggio) |

|           |           |                                 |
| Boksic 9’ | Marcatori | 68’ (rig.) Silenzi 80’ Gregucci |

| Arbitro: | Treossi (Forlì) |

|                                        |           |  |
| Ceramicola 45’ (aut.) Silenzi 67’, 77’ | Marcatori |  |

| Arbitro: | Stafoggia (Pesaro) |

|               |           |  |
| Răducioiu 27’ | Marcatori |  |

| Arbitro: | Racalbuto (Gallarate) |

|             |           |             |
| Silenzi 67’ | Marcatori | 92’ Tentoni |

| Arbitro: | Baldas (Trieste) |

|              |           |  |
| Mandelli 11’ | Marcatori |  |

| Arbitro: | Cesari (Genova) |

|             |           |                     |
| Carbone 65’ | Marcatori | 56’ (rig.) Giannini |

#### Girone di ritorno
| Arbitro: | Braschi (Prato) |

|                  |           |  |
| Chiti 49’ (aut.) | Marcatori |  |

| Arbitro: | Nicchi (Arezzo) |

|                            |           |                                |
| Codispoti 45’ Rambaudi 54’ | Marcatori | 40’ Silenzi 72’ (aut.) Boselli |

| Arbitro: | Rosica (Roma) |

|             |           |                    |
| Carbone 52’ | Marcatori | 73’ (rig.) Fonseca |

| Arbitro: | Bolognino (Milano) |

|                   |           |                 |
| Branca 84’ (rig.) | Marcatori | 78’ Francescoli |

| Arbitro: | Stafoggia (Pesaro) |

|                 |           |                       |
| Francescoli 54’ | Marcatori | 27’ Apolloni 53’ Zola |

| Arbitro: | Boggi (Salerno) |

|          |           |          |
| Vink 35’ | Marcatori | 67’ Cois |

| Arbitro: | Nicchi (Arezzo) |

|               |           |            |
| Fortunato 64’ | Marcatori | 54’ Baggio |

| Arbitro: | Rodomonti (Teramo) |

|                    |           |  |
| Poggi 45’ Cois 56’ | Marcatori |  |

| Arbitro: | Quartuccio (Torre Annunziata) |

|            |           |  |
| Gullit 13’ | Marcatori |  |

| Arbitro: | Brignoccoli (Ancona) |

|                         |           |             |
| Silenzi 58’, 76’ (rig.) | Marcatori | 77’ Herrera |

| Arbitro: | Beschin (Legnago) |

|             |           |  |
| Esposito 2’ | Marcatori |  |

| Arbitro: | Bettin (Padova) |

|                 |           |               |
| Francescoli 87’ | Marcatori | 73’ Casiraghi |

| Arbitro: | Pellegrino (Barcellona Pozzo di Gotto) |

|              |           |                                 |
| Baldieri 40’ | Marcatori | 15’ Venturin 27’ (rig.) Silenzi |

| Torino 10 aprile 1994, ore 16:00 UTC+2 31ª giornata | Torino          | 0 – 0 referto | Milan | Stadio delle Alpi (32.348 spett.)\| Arbitro: \| Cesari (Genova) \| |
| Arbitro:                                            | Cesari (Genova) |               |       |                                                                    |

| Arbitro: | Stafoggia (Pesaro) |

|             |           |          |
| Maspero 15’ | Marcatori | 9’ Sordo |

| Arbitro: | Bolognino (Milano) |

|             |           |                                               |
| Silenzi 77’ | Marcatori | 23’ (rig.), 45’ Stroppa 54’ Bresciani 89’ Roy |

| Arbitro: | Luci (Firenze) |

|                        |           |  |
| Balbo 32’ Cappioli 65’ | Marcatori |  |

### Coppa Italia

#### Turni preliminari
| Arbitro: | Bettin (Padova) |

|                       |           |                             |
| Zanoncelli 84’ (rig.) | Marcatori | 45’, 46’ Silenzi 80’ Annoni |

| Torino 28 ottobre 1993, ore 20:30 UTC+1 Secondo turno - ritorno | Torino              | 0 – 0 | Ascoli | Stadio delle Alpi (2.875 spett.)\| Arbitro: \| Borriello (Mantova) \| |
| Arbitro:                                                        | Borriello (Mantova) |       |        |                                                                       |

| Arbitro: | Cesari (Genova) |

|  |           |                                  |
|  | Marcatori | 8’, 13’ Francescoli 35’ Aguilera |

| Torino 15 dicembre 1993, ore 14:30 UTC+1 3º turno - ritorno | Torino             | 0 – 0 | Atalanta | Stadio delle Alpi (3.902 spett.)\| Arbitro: \| Bolognino (Milano) \| |
| Arbitro:                                                    | Bolognino (Milano) |       |          |                                                                      |

#### Fase Finale
| Arbitro: | Brignoccoli (Ancona) |

|                           |           |                         |
| Ferazzoli 53’ Piovani 57’ | Marcatori | 22’ Annoni 45’ Venturin |

| Arbitro: | Quartuccio (Torre Annunziata) |

|                             |           |             |
| Sinigaglia 17’ Venturin 89’ | Marcatori | 46’ Piovani |

| Arbitro: | Baldas (Trieste) |

|              |           |  |
| Agostini 22’ | Marcatori |  |

| Torino 24 febbraio 1994, ore 20:30 UTC+1 Semifinale - ritorno | Torino          | 0 – 0 | Ancona | Stadio delle Alpi (10.651 spett.)\| Arbitro: \| Bettin (Padova) \| |
| Arbitro:                                                      | Bettin (Padova) |       |        |                                                                    |

### Supercoppa italiana
| Arbitro: | Dias |

|           |           |  |
| Simone 4’ | Marcatori |  |

### Coppa delle Coppe
| Arbitro: | Ovchinnikov |

|  |           |                       |
|  | Marcatori | 26’ Silenzi 58’ Jarni |

| Arbitro: | Sundell |

|             |           |                                  |
| Silenzi 45’ | Marcatori | 48’ (aut.) Sinigaglia 58’ Mjelde |

| Arbitro: | Krondl |

|                                           |           |                         |
| Sergio 45’ Fortunato 52’ Grant 89’ (aut.) | Marcatori | 9’ Paatelainen 25’ Jess |

| Arbitro: | Merk |

|                |           |                           |
| Richardson 12’ | Marcatori | 40’ Fortunato 53’ Silenzi |

| Torino 2 marzo 1994, ore 20:30 UTC+1 Quarti di finale - andata | Torino  | 0 – 0 | Arsenal | Stadio delle Alpi (32.480 spett.)\| Arbitro: \| Quiniou \| |
| Arbitro:                                                       | Quiniou |       |         |                                                            |

| Arbitro: | Blankenstein |

|           |           |  |
| Adams 67’ | Marcatori |  |

## Statistiche

### Statistiche di squadra
| Competizione        | Punti | In casa | In casa | In casa | In casa | In casa | In casa | In trasferta | In trasferta | In trasferta | In trasferta | In trasferta | In trasferta | Totale | Totale | Totale | Totale | Totale | Totale | DR |
| Competizione        | Punti | G       | V       | N       | P       | Gf      | Gs      | G            | V            | N            | P            | Gf           | Gs           | G      | V      | N      | P      | Gf     | Gs     | DR |
| ------------------- | ----- | ------- | ------- | ------- | ------- | ------- | ------- | ------------ | ------------ | ------------ | ------------ | ------------ | ------------ | ------ | ------ | ------ | ------ | ------ | ------ | -- |
| Serie A             | 34    | 17      | 8       | 6       | 3       | 24      | 16      | 17           | 3            | 6            | 8            | 15           | 21           | 34     | 11     | 12     | 11     | 39     | 37     | +2 |
| Coppa Italia        | -     | 4       | 1       | 3       | 0       | 2       | 1       | 4            | 2            | 1            | 1            | 8            | 4            | 8      | 3      | 4      | 1      | 10     | 5      | +5 |
| Supercoppa italiana | -     | 0       | 0       | 0       | 0       | 0       | 0       | 1            | 0            | 0            | 1            | 0            | 1            | 1      | 0      | 0      | 1      | 0      | 1      | -1 |
| Coppa delle Coppe   | -     | 3       | 1       | 1       | 1       | 4       | 4       | 3            | 2            | 0            | 1            | 4            | 2            | 6      | 3      | 1      | 2      | 8      | 6      | +2 |
| Totale              | -     | 24      | 10      | 10      | 4       | 30      | 21      | 25           | 7            | 7            | 11           | 27           | 28           | 49     | 17     | 17     | 15     | 57     | 49     | +8 |

### Statistiche dei giocatori
| Giocatore      | Serie A  | Serie A | Serie A     | Serie A    | Coppa Italia | Coppa Italia | Coppa Italia | Coppa Italia | Coppa delle Coppe | Coppa delle Coppe | Coppa delle Coppe | Coppa delle Coppe | Supercoppa italiana | Supercoppa italiana | Supercoppa italiana | Supercoppa italiana | Totale   | Totale | Totale      | Totale     |
| Giocatore      | Presenze | Reti    | Ammonizioni | Espulsioni | Presenze     | Reti         | Ammonizioni  | Espulsioni   | Presenze          | Reti              | Ammonizioni       | Espulsioni        | Presenze            | Reti                | Ammonizioni         | Espulsioni          | Presenze | Reti   | Ammonizioni | Espulsioni |
| -------------- | -------- | ------- | ----------- | ---------- | ------------ | ------------ | ------------ | ------------ | ----------------- | ----------------- | ----------------- | ----------------- | ------------------- | ------------------- | ------------------- | ------------------- | -------- | ------ | ----------- | ---------- |
| C. Aguilera    | 6        | 0       | ?           | ?          | 3            | 1            | ?            | ?            | 1                 | 0                 | ?                 | ?                 | 1                   | 0                   | 0                   | 0                   | 11       | 1      | 0+          | 0+         |
| E. Annoni      | 27       | 0       | ?           | ?          | 7            | 2            | ?            | ?            | 2                 | 0                 | ?                 | ?                 | 0                   | 0                   | 0                   | 0                   | 36       | 2      | 0+          | 0+         |
| A. Bernardi    | 1        | 0       | ?           | ?          | 0            | 0            | 0            | 0            | 0                 | 0                 | 0                 | 0                 | 0                   | 0                   | 0                   | 0                   | 1        | 0      | 0+          | 0+         |
| B. Carbone     | 28       | 3       | ?           | ?          | 6            | 0            | ?            | ?            | 5                 | 0                 | ?                 | ?                 | 0                   | 0                   | 0                   | 0                   | 39       | 3      | 0+          | 0+         |
| S. Cois        | 16       | 2       | ?           | ?          | 6            | 0            | ?            | ?            | 4                 | 0                 | ?                 | ?                 | 1                   | 0                   | 0                   | 0                   | 27       | 2      | 0+          | 0+         |
| D. Delli Carri | 6        | 0       | ?           | ?          | 3            | 0            | ?            | ?            | 2                 | 0                 | ?                 | ?                 | 0                   | 0                   | 0                   | 0                   | 11       | 0      | 0+          | 0+         |
| G. Falcone     | 2        | 0       | ?           | ?          | 1            | 0            | ?            | ?            | 2                 | 0                 | ?                 | ?                 | 0                   | 0                   | 0                   | 0                   | 5        | 0      | 0+          | 0+         |
| D. Fortunato   | 30       | 3       | ?           | ?          | 8            | 0            | ?            | ?            | 6                 | 2                 | ?                 | ?                 | 1                   | 0                   | 0                   | 0                   | 45       | 5      | 0+          | 0+         |
| E. Francescoli | 24       | 3       | ?           | ?          | 6            | 2            | ?            | ?            | 3                 | 0                 | ?                 | ?                 | 1                   | 0                   | 0                   | 0                   | 34       | 5      | 0+          | 0+         |
| L. Fusi        | 26       | 0       | ?           | ?          | 7            | 0            | ?            | ?            | 6                 | 0                 | ?                 | ?                 | 1                   | 0                   | 0                   | 0                   | 40       | 0      | 0+          | 0+         |
| G. Galli       | 31       | -34     | ?           | ?          | 7            | -2           | ?            | ?            | 6                 | -6                | ?                 | ?                 | 1                   | -1                  | 0                   | 0                   | 45       | -43    | 0+          | 0+         |
| A. Gregucci    | 24       | 1       | ?           | ?          | 5            | 0            | ?            | ?            | 6                 | 0                 | ?                 | ?                 | 1                   | 0                   | 1                   | 0                   | 36       | 1      | 1+          | 0+         |
| R. Jarni       | 23       | 0       | ?           | ?          | 4            | 0            | ?            | ?            | 3                 | 1                 | ?                 | ?                 | 1                   | 0                   | 0                   | 0                   | 31       | 1      | 0+          | 0+         |
| R. Mussi       | 23       | 0       | ?           | ?          | 4            | 0            | ?            | ?            | 6                 | 0                 | ?                 | ?                 | 1                   | 0                   | 0                   | 0                   | 34       | 0      | 0+          | 0+         |
| M. Osio        | 11       | 0       | ?           | ?          | 3            | 0            | ?            | ?            | 2                 | 0                 | ?                 | ?                 | 1                   | 0                   | 0                   | 0                   | 17       | 0      | 0+          | 0+         |
| L. Pastine     | 3        | -3      | ?           | ?          | 3            | -3           | ?            | ?            | 0                 | -0                | 0                 | 0                 | 0                   | -0                  | 0                   | 0                   | 6        | -6     | 0+          | 0+         |
| P. Poggi       | 22       | 3       | ?           | ?          | 5            | 0            | ?            | ?            | 2                 | 0                 | ?                 | ?                 | 0                   | 0                   | 0                   | 0                   | 29       | 3      | 0+          | 0+         |
| M. Saralegui   | 0        | 0       | 0           | 0          | 1            | 0            | ?            | ?            | 0                 | 0                 | 0                 | 0                 | 0                   | 0                   | 0                   | 0                   | 1        | 0      | 0+          | 0+         |
| R. Sergio      | 24       | 1       | ?           | ?          | 5            | 0            | ?            | ?            | 3                 | 1                 | ?                 | ?                 | 0                   | 0                   | 0                   | 0                   | 32       | 2      | 0+          | 0+         |
| M. Sesia       | 9        | 0       | ?           | ?          | 3            | 0            | ?            | ?            | 0                 | 0                 | 0                 | 0                 | 0                   | 0                   | 0                   | 0                   | 12       | 0      | 0+          | 0+         |
| A. Silenzi     | 31       | 17      | ?           | ?          | 3            | 2            | ?            | ?            | 6                 | 3                 | ?                 | ?                 | 1                   | 0                   | 0                   | 0                   | 41       | 22     | 0+          | 0+         |
| M. Sinigaglia  | 17       | 0       | ?           | ?          | 4            | 1            | ?            | ?            | 5                 | 0                 | ?                 | ?                 | 0                   | 0                   | 0                   | 0                   | 26       | 1      | 0+          | 0+         |
| G. Sordo       | 22       | 1       | ?           | ?          | 4            | 0            | ?            | ?            | 1                 | 0                 | ?                 | ?                 | 1                   | 0                   | 0                   | 0                   | 28       | 1      | 0+          | 0+         |
| A. Sottil      | 4        | 0       | ?           | ?          | 0            | 0            | 0            | 0            | 1                 | 0                 | ?                 | ?                 | 0                   | 0                   | 0                   | 0                   | 5        | 0      | 0+          | 0+         |
| G. Venturin    | 31       | 2       | ?           | ?          | 6            | 2            | ?            | ?            | 6                 | 0                 | ?                 | ?                 | 1                   | 0                   | 0                   | 0                   | 44       | 4      | 0+          | 0+         |

## Giovanili

Gabriele Graziani, figlio dell'ex bandiera granata Francesco e attaccante della squadra Primavera, finalista scudetto.

### Piazzamenti
- Primavera:
  - Campionato: finale
  - Coppa Italia: ?
  - Torneo di Viareggio: quarti di finale
- Berretti:
  - Campionato: ?
- Allievi nazionali:
  - Torneo Città di Arco: ?